# Freddy
Freddy è un'azienda italiana, con sede principale e amministrativa a Milano in Lombardia e distaccamenti a Chiavari e Verona, che produce e distribuisce abbigliamento e scarpe sportive.

## Storia
Nel 1976 Carlo Freddi, imprenditore e titolare, avvia un'azienda specializzata nella produzione e nella vendita di scarpe per la danza classica e la ginnastica ritmica, La Danza Srl.
Negli anni ottanta il marchio, nel frattempo diventato Freddy (partendo dal cognome del fondatore e sostituendo la "i" con la "y"), si diffonde grazie a fenomeni di costume quali il boom dell'aerobica e del fitness, sull'onda dei video di Jane Fonda e di un'ondata di salutismo che spinge le persone nelle palestre.

## Sponsorizzazioni
Nel 1993 la “y” del marchio diventa il logo dell'azienda. Durante gli anni novanta e 2000, il marchio diventa fornitore ufficiale e sponsor di associazioni sportive come la Federazione di Aerobica italiana e francese, la Federazione Italiana Danza Sportiva, l'Accademia Nazionale di Danza, l'Accademia Nazionale di Danza e The Royal Ballet di Londra, il Teatro Bol'šoj di Mosca, la Federazione Ginnastica d'Italia, l’Accademia del Teatro alla Scala e il Teatro alla Scala di Milano. Con queste tre ultime realtà la collaborazione è ancora in essere. Freddy è stato altresì fornitore dell’abbigliamento ufficiale delle squadre olimpiche italiane a Pechino 2008 e Vancouver 2010.